# Cayetana Chirinos
Cayetana Chirinos Asalde (Madrid, 26 de enero del 2008) es una atleta peruana-española, que representa al Perú en atletismo. Cayetana a los 14 años logró récord de 100 metros en tres categorías U18, U20 y U23. Con 15 años ganó los 100 metros planos en el Campeonato Iberoamericano de Atletismo U18. Quedó cuarta en los Juegos Mundiales Escolares de Río de Janeiro 2023.
A los 16 años logró la Medalla de Oro en el 73º Campeonato Nacional de Atletismo 2024 realizado en Málaga (Andalucía, España) en la categoría U18. Chirinos Asalde es nacida en España pero de padres peruanos. Teniendo la doble nacionalidad recibió la oferta de la Federación Española de Atletismo para formar parte de su selección nacional, pero la atleta eligió representar al Perú a pesar de que los incentivos eran menores.

## Premios
- Campeona Iberoamericana U18, 2023[10][4][5][6][7][8]
- 1ra en el ranking sudamericano U18, 2023[11]
- 8ª en el ranking sudamericano U20, 2023[11]
- Mejor atleta del año U18, 2022[11]
- Tricampeona Sudamericana escolar en Paraguay, 2022[12][13]
- Campeona nacional Perú U16/U18/U20, 2022 - 2023 [14]
- Campeona nacional España U16 en Salto Largo y 100m 12.02s, 2022
- Medalla de Bronce Campeonato Bolivariano U20 en 100m con 11,89 s, Record Nacional Peruano U18 2024
- Medalla de Bronce Gran Prix Internacional Pedro Gálvez Velarde en 100m 11,79s, Record Nacional Peruano U18 2024
- Campeona Nacional de España U18 en 100m. 2024. Málaga. con 11.69s (+3.3)
- Subcampeona Sudamericana U18 en 100m Planos en San Luis Argentina - 2024
- Récord nacional U18 en 200m planos en el Circuito Paulista de Brasil 24.96 seg Marzo 2025
- Campeona Nacional categoría mayores de 200m
- Subcampeona Nacional categoría mayores en 100m

## Récords
- Récord Nacional 200m U18 - 24.96 s, Circuito Performance de Sao Paulo - Brasil
- Récord Nacional 100m U18 - 11.79 s, GP Sudamericano Pedro Galvez Velarde Lima
- Récord 4x100m 46.90 s, Campeonato Bolivariano U20 Sucre - Bolivia 2024
- Récord 100m - 11.87 s, Campeonato Bolivariano U20 Sucre - Bolivia 2024
- Récord 100m - 11.90 s, Campeonato Iberoamericano U18 Lima, 2023[10][6][8]
- Récord nacional 100m U18/U20/U23 11.92 s, Campeonato nacional U16 Lima, 2022[1][14]
- Récord 4 x 100 - U18, Campeonato nacional U18 Lima, 2022
- Récord nacional 100m U18 12.00 s, Campeonato nacional U18 Lima, 2022
- Récord nacional 100m U18 12.02 s, Campeonato nacional U16 Avilés-España, 2022
- Récord nacional 100m U18 12.09 s, Campeonato nacional U20 Lima, 2022